# Diecezja Deventer
Diecezja Deventer – biskupstwo tytularne Kościoła Starokatolickiego w Holandii ze stolicą w Deventer.

## Historia
Tytuł biskupa Deventer wywodzi się z organizacji Kościoła katolickiego na terenie Niderlandów jaki istniał w drugiej połowie XVI wieku. W 1559 roku papież Paweł IV ustanowił metropolię utrechcką i powołał w ramach jej struktur biskupstwo Deventer. 
Rzymskokatolicka diecezja Deventer istniała faktycznie do 1591 roku. W wyniku reformacji katolicyzm stał się wyznaniem prześladowanym w Republice Zjednoczonych Prowincji i jego dotychczasowe kościelne struktury administracyjne przestały istnieć. Opiekę nad Kościołem katolickim w Zjednoczonych Prowincjach powierzono misjonarzom i wikariuszom apostolskim Batawii. 
W 1724 roku doszło w Utrechcie do schizmy. Benedykt XIII ekskomunikował Corneliusa Steenovena, który został wybrany i konsekrowany bez mandatu papieża na arcybiskupa Utrechtu. W ramach powstałego wówczas Kościoła Utrechtu funkcjonowały parafie na terenie dawnych diecezji Haarlem i Leeuwarden. Wakująca katedra diecezji Haarlemu została obsadzona w 1727 roku i zaczęła funkcjonować jako sufragania odłączonej od jedności ze Stolicą Apostolską, archidiecezji Utrechtu. 
W 1757 roku arcybiskup Utrechtu, Petrus Meindaerts zdecydował się powołać trzeciego biskupa dla Kościoła Utrechtu. Nie widząc perspektyw, żeby planowana do obsadzenia przez nowego ordynariusza diecezja Leeuwarden miała jakiekolwiek szanse rozwijać się postanowił utworzyć tytularny urząd biskupa Deventer. Na jesieni 1757 roku doszło do elekcji pierwszego hierarchy z tym tytułem w Kościele Utrechtu.

## Charakterystyka funkcji biskupa Deventer
Urząd biskupa Deventer ma w Kościele Starokatolickim w Holandii charakter podobny do biskupa pomocniczego w Kościele rzymskokatolickim. Swoje obowiązki biskup Deventer łączy z pracą proboszcza na wyznaczonej parafii, pomocą arcybiskupowi w duszpasterstwie i zarządzaniu Kościołem. Jego osoba okazała się ważna dla Kościoła Utrechtu w zachowaniu nieprzerwanej linii sukcesji apostolskiej. Gdy z różnych przyczyn zabrakło arcybiskupa Utrechtu i biskupa Haarlemu to biskup Deventer konsekrował kolejnych hierarchów tej wspólnoty wyznaniowej.
Wybór kolejnych biskupów z tym tytułem w Kościele Starokatolickim w Holandii praktykowano do 1979 roku. Od 1982 roku stanowisko to jest nieobsadzone. Formalnie jednak tytuł biskupa Deventer nie wygasł.